# Galbula
Galbula – rodzaj ptaków z rodziny złotopiórów (Galbulidae).

## Zasięg występowania
Rodzaj obejmuje gatunki występujące w Ameryce Południowej i Środkowej.

## Morfologia
Długość ciała 18–34 cm; masa ciała 15–32,5 g.

## Systematyka

### Etymologia
- Galbula: łac. galbulus „mały, żółtawy ptak”, później zidentyfikowany jako rodzaj „dzięcioła”, który buduje zwisające gniazdo, a więc powiązany z wilgą zwyczajną, od zdrobnienia galbina „mały, żółtawy ptak”, od galbus „wilga, żółty”[10].
- Auga: gr. αυγη augē „blask” (por. αυγος augos „świt”), od αυγεω augeō „świecić”[11]. Gatunek typowy: Alcedo galbula Linnaeus, 1766.
- Chalcophanes: gr. χαλκος khalkos „miedź, pierwsza ruda”; Φανης Phanēs, Φανητος Phanētos „boskość reprezentująca pierwszą zasadę życia”[12]. Gatunek typowy: Alcedo paradisea Linnaeus, 1766 (= Alcedo dea Linnaeus, 1758).
- Urogalba: gr. ουρα oura „ogon”; nowołac. galba skrót od nazwy rodzaju Galbula Brisson, 1760[13]. Gatunek typowy: Alcedo paradisea Linnaeus, 1766 (= Alcedo dea Linnaeus, 1758).
- Caucalias: gr. καυκαλιας kaukalias „niezidentyfikowany ptak” wspomniany przez Hezychiusza. Związek z καυηξ kauēx wysnuty przez Jeana Cabanisa i Ferdinanda Heinego jest przypuszczeniem[14]. Gatunek typowy: Galbula leucogastra Vieillot, 1817.
- Urocex: gr. ουρα oura „ogon”; κηξ kēx, κηκος kēkos „niezidentyfikowany ptak morski”, być może zimorodek[15]. Nowa nazwa dla Urogalba Bonaparte, 1854 ze względu na puryzm.
- Psilopornis: gr. ψιλος psilos „nagi”; ωψ ōps, ωπος ōpos „oblicze”; ορνις ornis, ορνιθος ornithos „ptak”[16]. Gatunek typowy: Galbula albirostris Latham, 1790.

### Podział systematyczny
Do rodzaju należą następujące gatunki:
- Galbula albirostris Latham, 1790 – złotopiór żółtodzioby
- Galbula cyanicollis Cassin, 1851 – złotopiór niebieskoszyi
- Galbula ruficauda Cuvier, 1816 – złotopiór rudosterny
- Galbula galbula (Linnaeus, 1766) – złotopiór zielony
- Galbula tombacea von Spix, 1824 – złotopiór białobrody
- Galbula cyanescens Deville, 1849 – złotopiór modroczelny
- Galbula pastazae Taczanowski & von Berlepsch, 1885 – złotopiór lśniący
- Galbula chalcothorax P.L. Sclater, 1855 – złotopiór purpurowy
- Galbula leucogastra Vieillot, 1817 – złotopiór białobrzuchy
- Galbula dea (Linnaeus, 1758) – złotopiór wspaniały